# Léon Brunschvicg
Léon Brunschvicg (Parigi, 10 novembre 1869 – Aix-les-Bains, 18 gennaio 1944) è stato un filosofo francese, docente alla Sorbona, fra i principali pensatori francesi della prima metà del XX secolo. Marito della militante femminista e donna politica Cécile Kahn, fu tra i fondatori, insieme a Xavier Léon ed Élie Halévy, della Revue de métaphysique et de morale, nonché maestro di numerosi protagonisti del pensiero francese del Novecento.

## Biografia

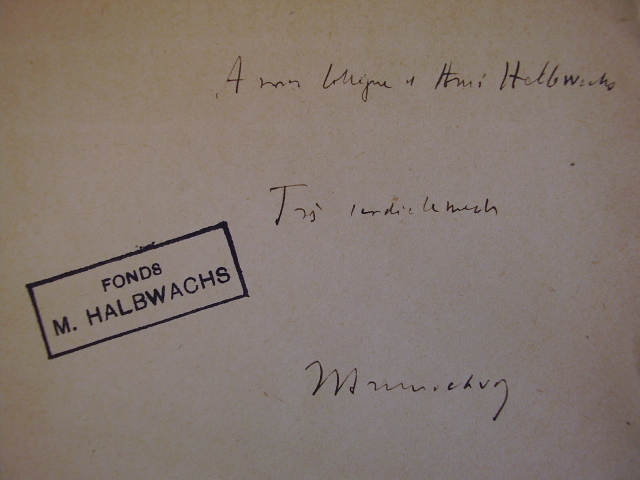
Un libro firmato da Léon Brunschvicg e regalato a Maurice Halbwachs.

Figlio di una famiglia della piccola borghesia ebraica parigina, Léon Brunschvicg fu allievo del filosofo razionalista Alphonse Darlu al Liceo Condorcet di Parigi, dove ebbe Stéphane Mallarmé come professore di inglese e dove ebbe modo di frequentare, fra gli altri, Marcel Proust.
Entrato all'Ecole Normale Supérieure nel 1888, si classificò primo al concorso dell'agrégation nel 1891, intraprendendo la sua carriera di insegnamento nei licei, prima a Lorient, poi a Tours (1893) e Rouen (1895) ed infine a Parigi, dove fu assegnato al Condorcet nel 1900 e al Liceo Henri-IV nel 1903. Nel mentre, nel 1897, conseguì il dottorato in Sorbona con una tesi dal titolo La Modalité du jugement, il quale - insieme all'Introduction à la vie de l'esprit (1900) e a L'idéalisme contemporain (1905) - lo impose come uno dei più originali pensatori del suo tempo.
Nel 1909 fu chiamato come maître de conférences alla Facoltà di Lettere della Sorbona, dove dal 1927 occupò la cattedra di Storia della filosofia moderna che era stata del suo maestro Emile Boutroux e dell'amico Lucien Lévy-Bruhl. Ufficiale della Legion d'onore, fu membro di numerose istituzioni scientifiche europee, come l'Académie des sciences morales et politiques, l'Accademia reale delle scienze morali e politiche di Napoli, l'Accademia reale di Danimarca e l'Accademia reale di Romania. Svolse inoltre un ruolo importante all'interno della Société Française de Philosophie e delle Décades de Pontigny dopo la prima guerra mondiale. Dal 1936 fu presidente della commissione dell'agrégation.
A questi decenni risalgono le sue opere più importanti: Les étapes de la philosophie mathématique (1912) e L'expérience humaine et la causalité physique (1922), rivolte a un confronto serrato con gli sviluppi della scienza contemporanea, soprattutto con la matematica e la fisica, e Le progrès de la conscience dans la philosophie occidentale (1927), monumentale rilettura della storia del pensiero europeo.
Benché poco incline ad affrontare questioni politiche nei suoi scritti, Brunschvicg fu un ardente dreyfusard ai tempi dell'Affaire Dreyfus, membro della Ligue des Droits de l'Homme e vicino a posizioni socialiste riformiste. Nel 1899 sposò Cécile Kahn, futura grande dame del femminismo riformista francese, da cui ebbe quattro figli. Fu Brunschvicg, che nel 1911 divenne vice-presidente della Ligue des électeurs pour le suffrage des femmes, a stimolare l'impegno politico della moglie. A partire dal 1909, Cécile svolse ruoli di primo piano nelle principali organizzazioni femministe francesi, come il Conseil National des Femmes Françaises e l'Union Française pour le Suffrage des Femmes, di cui fu presidentessa dal 1924 alla morte. Dopo aver aderito al Partito Radical-Socialista, nel 1936 fu nominata Sottosegretario di Stato all'Educazione nazionale nel governo del Fronte Popolare guidato da Léon Blum.
Con lo scoppio della seconda guerra mondiale e l'invasione tedesca della Francia, Brunschvicg fu costretto, a causa delle sue origini ebraiche, ad assumere una falsa identità e a riparare nel sud del paese. Lontano dalla moglie, morì all'ospedale di Aix-en-Provence, il 18 gennaio 1944.

### Pensiero
Il suo pensiero fu decisivo - sia come ispirazione sia come obiettivo polemico - nel plasmare le principali correnti della filosofia francese successiva, fra cui l'esistenzialismo, la fenomenologia, l'idealismo e l'epistemologia storica francese. 
Da Jules Lachelier egli attinse i motivi di una giustificazione dell'induzione che renda possibile l'intellegibilità del mondo, e con ciò il fondamento stesso di una concezione idealistica, a partire dalla quale egli «cerca lo spirito e le sue leggi in una riflessione sulla storia delle scienze».
Fra gli autori che furono suoi allievi, che contestarono o che si richiamarono criticamente al suo insegnamento, figurano Jean Piaget, Gaston Bachelard, Alexandre Koyré, Maurice Merleau-Ponty, Jean-Paul Sartre, Simone de Beauvoir, Raymond Aron, Paul Nizan, Mikel Dufrenne, Emmanuel Lévinas, Vladimir Jankélévitch, Georges Canguilhem, Jean Cavaillès, Georges Politzer, Jean Wahl, Etienne Gilson, Paul Ricoeur, Jean Nabert, Jean Hyppolite, Martial Gueroult, Jean-Toussaint Desanti. 

## Opere principali
- Spinoza, Alcan, Paris 1894; 19062; 19233, con il titolo di Spinoza et ses contemporains.
- La Modalité du jugement, Alcan, Paris 1897.
- Qua ratione Aristoteles metaphysicam vim syllogismo inesse demonstravit, Alcan, Paris 1897.
- Blaise Pascal, Pensées et opuscules, a cura di L. Brunschvicg, Hachette, Paris 1897.
- Introduction à la vie de l'esprit, Alcan, Paris 1900.
- Blaise Pascal, Œuvres complètes, a cura di L. Brunschvicg e P. Boutroux, Hachette, Paris 1904-1914, 14 voll.
- L'idéalisme contemporain, Alcan, Paris 1905.
- Les étapes de la philosophie mathématique, Alcan, Paris 1912.
- Nature et liberté, Alcan, Paris 1922.
- L'expérience humaine et la causalité physique, Alcan, Paris 1922.
- Le génie de Pascal, Hachette, Paris 1924.
- Le progrès de la conscience dans la philosophie occidentale, Alcan, Paris 1927, 2 voll.
- De la connaissance de soi, Alcan, Paris 1931.
- Les âges de l'intelligence, Alcan, Paris 1934.
- La raison et la religion, Alcan, Paris 1939.
- Descartes et Pascal, lecteurs de Montaigne, La Baconnière, Neuchâtel, 1942.
- Héritage des mots, héritage d'idées, Presses Universitaires de France, Paris 1945.
- L'esprit européen, La Baconnière, Neuchâtel, 1947.
- Agenda retrouvé, 1892-1942, a cura di J. Wahl. Minuit, Paris 1948.
- La philosophie de l'esprit. Seize leçons professées en Sorbonne (1931-1932), PUF, Paris 1949.
- De la vraie et de la fausse conversion, suivi de la Querelle de l'athéisme, PUF, Paris 1950.
- Écrits philosophiques. Tome I: L’humanisme de l’Occident. Descartes, Spinoza, Kant, a cura di A.-R. Weill-Brunschvicg e C. Lehec, PUF, Paris 1951.
- Écrits philosophiques. Tome II: L’orientation du rationalisme, a cura di A.-R. Weill-Brunschvicg e C. Lehec, PUF, Paris 1954.
- Écrits philosophiques. Tome III: Science – Religion, a cura di A.-R. Weill-Brunschvicg e C. Lehec, PUF, Paris 1958.